# Günter Perleberg
Günter Perleberg   (Brandenburg an der Havel, 17 de març de 1935 - Garbsen, 1 d'agost de 2019) fou un piragüista alemany que va competir durant les dècades de 1950 i 1960. Fins al 1963 competí sota bandera de la República Democràtica Alemanya, però aquell any desertà a la República Federal Alemanya.
Com a membre de l'equip unificat alemany, el 1960 va prendre part en els Jocs Olímpics d'Estiu de Roma, on va guanyar la medalla d'or en la prova del K-1 4x500 metres del programa de piragüisme. Formà equip amb Dieter Krause, Paul Lange i Friedhelm Wentzke. Quatre anys més tard als Jocs de Tòquio, guanyà la medalla de plata en la prova del K-4 1.000 metres, formant equip amb Friedhelm Wentzke, Bernhard Schulze, Holger Zander.
En el seu palmarès també destaquen una medalla d'or i una de bronze al Campionat del Món en aigües tranquil·les de 1963 i dues d'or i una de bronze al Campionat d'Europa de 1959 i 1961; totes com a membre de l'equip de l'Alemanya de l'Est. El 1957, 1959, 1960 i 1962 va guanyar els títols nacionals d'Alemanya de l'Est en K2 500.